# In the Line of Fire (album)
Cet article concerne l'album de Hussein Fatal. Pour le film de Wolfgang Petersen, voir Dans la ligne de mire "In the Line of Fire".
Albums de Hussein Fatal
Fatal
(2002)
Singles
1. Getto Star
Sortie : 1997
2. Everyday
Sortie : 1998

In the Line of Fire est le premier album studio d'Hussein Fatal, sorti le 24 mars 1998.
L'album s'est classé 10e au Top R&B/Hip-Hop Albums et 50e au Billboard 200.

## Liste des titres
| No  | Titre                                                                                   | Contient un (des) sample(s) de                              | Durée |
| --- | --------------------------------------------------------------------------------------- | ----------------------------------------------------------- | ----- |
| 1.  | Intro (Produit par Buff William et Courtney Burgess)                                    |                                                             | 3:29  |
| 2.  | M.O.B. (featuring Freddie Foxxx – Produit par D'Anthony Johnson)                        |                                                             | 4:06  |
| 3.  | Everyday (featuring Antoinette Roberson – Produit par Darrell « Delite » Allamby)       |                                                             | 4:33  |
| 4.  | Friday (featuring Dirty Bert et Smooth – Produit par Quimmy Quim)                       |                                                             | 5:06  |
| 5.  | I Know the Rules (Produit par Reefologist the Street Criminologist)                     | A Star in the Ghetto de l'Average White Band et Ben E. King | 4:19  |
| 6.  | Outlaws (featuring Mac Mall et Merciless X – Produit par Baby Paul)                     |                                                             | 4:34  |
| 7.  | Time's Wastin' (Produit par Steve Pitts)                                                |                                                             | 4:08  |
| 8.  | What's Your Life Worth? (featuring Dirty Bert – Produit par Darrell « Delite » Allamby) |                                                             | 4:00  |
| 9.  | Getto Star (featuring Tame One – Produit par Reefologist the Street Criminologist)      | I Told Jesus de Roberta Flack                               | 3:59  |
| 10. | Take Your Time (Produit par Steve Pitts)                                                |                                                             | 3:35  |
| 11. | The World Is Changing (Produit par Femi Ojetunde)                                       |                                                             | 4:06  |